# Fabien Gravillon
 (septembre 2020).
Si vous disposez d'ouvrages ou d'articles de référence ou si vous connaissez des sites web de qualité traitant du thème abordé ici, merci de compléter l'article en donnant les références utiles à sa vérifiabilité et en les liant à la section « Notes et références ».
Fabien Gravillon, né le 4 janvier 1982 à Bondy en Seine-Saint-Denis, est un acteur français.
Il a joué le rôle de Jules Anglade dans Plus belle la vie en 2006.

## Biographie
Né en 1982, à Bondy de parents d’ascendance guadeloupéenne, Fabien Gravillon grandit à Thourotte en Picardie. Amateur de sport, il pratique le triple saut en tant que benjamin à la VGA de Compiègne. Après ses études, il suit une formation de comédien à Paris. Il fait ses débuts à l’écran dans une publicité Panzani et des sketchs pour Le Grand Journal et 7 jours au Groland de Canal+. Il joue des petits rôles dans des séries comme Madame le Proviseur et Une femme d'honneur[réf. nécessaire] et apparaît au cinéma dans un film de Luciano Emmer.
En 2006, il interprète pendant une vingtaine d'épisodes de Plus belle la vie le personnage de Jules. Il joue aussi dans la série Les Bleus, premiers pas dans la police.
En 2009, sous le nom de Marlon, il sort un album de chansons intitulé Ma lumière en collaboration avec Because Music.
En 2010, il interprète un personnage récurrent[réf. nécessaire] dans la télénovela française Baie des flamboyants.
Fabien Gravillon est également acteur de doublage. Il prête par exemple sa voix pour Friday Night Lights, Glee, La Vie secrète d'une ado ordinaire, New York, unité spéciale, Elementary, les Minijusticiers et Les Contes de Tinga Tinga.
En 2016, il décide de continuer sa carrière aux États-unis et s'installe à Los Angeles.
En 2018, il enregistre la voix anglaise de Corentin Tolisso pour le documentaire Phenoms.
En 2019, il tourne dans L'enfant du destin diffusé sur Amazon Prime Video.

## Filmographie

### Cinéma
(septembre 2020).
- Si vous ne connaissez pas le sujet, laissez ce bandeau (vous pouvez alors contacter les auteurs).
- Si vous supprimez le contenu mis en cause (vous pouvez préalablement contacter les auteurs),

argumentez précisément cette suppression dans la page de discussion
(un manque de référence n'est pas un argument ; une recherche réelle de référence doit avoir été effectuée, être formellement documentée).

#### Longs métrages
- 2003 : L'eau… le feu (l'acqua… il fuoco) de Luciano Emmer : le jeune homme à la sortie du métro
- 2014 : Amour sur place ou à emporter d'Amelle Chahbi : un spectateur au cabaret[Interprétation personnelle ?][réf. nécessaire]
- 2019 : L'enfant du Destin de Frantz Jean Baptiste : Alex

#### Courts métrages
- 2006 : Kozak d'Olivier Fox : le jeune homme
- 2009 : Ma déclaration d'amour, un petit conte créole de Pélagie Serge Poyotte : Nathanaël
- 2019 : The Suspicion de Neil Stevens : Agent de Police Lewis

### Télévision

#### Séries télévisées
- 2001 : Le Grand Journal de Canal+, séquences Cinéma, Tournante manège, Football et Sarkorama
- 2002 : 7 jours au Groland, épisode Les voisins
- 2004 : Madame le Proviseur, épisode L’intrus de Philippe Bérenger : Cyprien
- 2006 : Préjudices, épisode Fausses pistes de Frédéric Berthe : Moustapha
- 2006 : Plus belle la vie, saisons 2 et 3, 26 épisodes : Jules Anglade
- 2006 : Une femme d'honneur, épisode Une erreur de jeunesse de Michaël Perrotta : Waly N'Dejma
- 2007 : Les Bleus, premiers pas dans la police, saison 1, 4 épisodes : Jimmy
  - Épisode 4 : Fantôme du passé de Vincent Monnet
  - Épisode 6 : Retour de flammes de Didier Le Pêcheur
  - Épisode 7 : Les yeux fermés de Didier Le Pêcheur
  - Épisode 8 : Otages de Didier Le Pêcheur
- 2009 : Baie des flamboyants, saison 3, 22 épisodes : Fabien
- 2017 : Family Time, saison 5
  - Épisode 3 de Bentley Kyle Evans : Un ancien élève du lycée
- 2017 : Hotline Ads de Brent Weinbach
- 2018 : People Magazine Investigates de Stephen Schuster

## Doublage

### Cinéma
- 2003 : Deliver Us from Eva : Rashaun (Ruben Paul)
- 2005 : Shérif, fais-moi peur : le jeune policier (Tobi Gadison)
- 2005 : Manderlay : Jim (Emmanuel Idowu)
- 2005 : Mon nom est Tsotsi : Aap (Kenneth Nkosi)
- 2006 : Wassup Rockers : Carlos (Carlos Ramirez)
- 2007 : Ezra : Moses (Merveille Lukeba)
- 2008 : Miracle à Santa Anna : Samuel « Sam » Train (Omar Benson Miller)
- 2008 : Mâh Saah-Sah : Nchare (Abdel Aziz Nchankou)
- 2010 : Twelve : Andrew (Maxx Brawer)
- 2010 : Machete : un policier (Mitchell Lance Adams)
- 2010 : Nanny McPhee et le Big Bang : le sergent Jeffreys (Nonso Anozie)
- 2010 : Africa United : Egg (Presley Chweneyagae)
- 2010 : Le Secret de Charlie : Connors (Matt Ward)
- 2011 : Hop : Cody (Dustin Ybarra)
- 2015 : Kingsman : Services secrets : Jamal (Tobi Bakare (de))
- 2016 : Ava's Possessions : Louie (Tarik Lowe)
- 2022 : Bros : Marty (Symone)

### Téléfilms
- 2003 : Todd Bridges dans Le Chien fantôme de Worth Keeter : le gardien de Power Plant
- 2006 : Jaren Brandt Bartlett dans Pour sauver ma fille de Tim Matheson : Vincent
- 2006 : Chris Foreman dans Pope Dreams de Patrick Hogan : Zane
- 2014 : Dewshane Williams dans Aaliyah: Destin brisé de Bradley Walsh : Derek Lee

### Séries télévisées
- 2003 : Eugene Byrd dans The Lyon's Den (en), épisode Blood de Daniel Sackheim : Damon Moss
- 2003 : Brenden Jefferson dans The Practice : Bobby Donnell et Associés, épisode Equal Justice d'Andy Wolk : Marshall Bagnelle
- 2004 : Albert Jones dans New York, police judiciaire, épisode Kid Pro Quo de David Platt : Terence
- 2004 : Chris Chalk dans New York, police judiciaire, épisode Gaijin de Jace Alexander : Thomas Walker
- 2004 : Taran Killam dans Drake et Josh, épisode Dune Buggy de Virgil L. Fabian : Trevor
- 2005 : Joseph Cross dans New York, police judiciaire, épisode Obsession de Constantine Makris : Will Shea
- 2006 : Jamie Hector dans Sur écoute, saison 4, 10 épisodes : Marlo Stanfield
- 2006 : Charles Duckworth dans Les Experts : Miami, épisode Comme As You Are de Joe Chappelle : Kevin Kirby
- 2006 : Elijah Kelley dans Numb3rs, épisode The OG de Rod Holcomb : Anthony
- 2007 : Ryan Higgins dans My Spy Family, épisode The Albovian Affair Affair : Hoggsy
- 2007 : Martin Klebba dans Les Experts, épisode The Chick Chop Flick Shop de Richard J. Lewis : Dickie Jones
- 2008 : Cory Tyler dans Le Retour de K 2000, épisode Knight of the Zodiac de J. Miller Tobin : Valet
- 2008 : Don Reed dans Dream On (réalisée en 1990), épisodes Over Your Dead Body et Trojan War de Betty Thomas : Howie
- 2009 : Jessie Usher dans Esprits criminels, épisode "To Hell... And Back" de Edward Allen Bernero et Charles Haid : Daniel
- 2009 : Kwame Boateng dans The Office, épisode Scott's Tots de B.J. Novak : Derrick
- 2009 : Bryan Hearne dans The Unit : Commando d'élite, épisode Hill 60 de  James Whitmore Jr. : Will
- 2009 : Patrick Malone dans Mental, épisode Life and Limb de Sandy Smolan : Julio
- 2009 : Dewshane Williams dans Flashpoint, épisode Aisle 13 de Stephen Surjik : Adam
- 2009-2010 : Renier J. Murillo dans American Wives, 3 épisodes : Ricardo Martinez
- 2009-2011 : Lamarcus Tinker dans Friday Night Lights, 24 épisodes : Dallas Tinker
- 2010 : Robert Bailey Jr. dans Les Experts : Miami, épisode Backfire de Don Tardino : Patrick Dawson
- 2010 : Lorenzo Callender dans Terriers, 2 épisodes Missing Persons  de Michael Zinberg et Agua Caliente de John Dahl : Eurico
- 2010 : Jordan Calloway dans The Glades, épisode Mucked Up de Randy Zick : De'Andre Matthews
- 2010 : Brett Dier dans Supernatural, épisode 99 Problems de Charles Beeson : Dylan
- 2010 : Huse Madhavji dans The Bridge, épisode The blame Game de Helen Shaver  : Aziz
- 2010 : Marvin Jordan dans Les Feux de l'amour, 2 épisodes : un policier
- 2010 : Kristopher Lofton dans Detroit 1-8-7, épisode Local Hero/Overboard de Kevin Hooks : Derrek
- 2010 : Julito McCullum dans New York, police judiciaire, épisode Four Cops Shot de Jim McKay : Calvin Stokes
- 2011 : Ronald Auguste dans Les Experts : Miami, épisode Hunting Ground d'Adam Rodríguez : Henri Guiton
- 2011 : Jonnie Brown dans Lights Out, épisode The Comeback de Rosemary Rodriguez : Edgar Bell
- 2011 : Nyasha Hatendi dans Londres, police judiciaire, épisode Deal d'Andy Goddard : Jermaine Smart
- 2011-2012 : Lamarcus Tinker dans Glee : Quinn Fabray, 7 épisodes : Shane Tinsley
- 2011-2013: DeVaughn Nixon dans La Vie secrète d'une ado ordinaire, 30 épisodes : Omar
- 2012 : Rocco Tommaso Cicarelli dans Montalbano, premières enquêtes, épisode Ferito a morte de Gianluca Maria Tavarelli : Salvo Montalbano
- 2012 : Wesley Jonathan dans Suspect numéro un New York, épisode Ain't No Sunshine de Roxann Dawson : Dwayne
- 2012 : Lee Thompson Young dans Philly, épisode There's No Business Like No Business de Rick Wallace : Steven Hicks
- 2012-2015 : Liam Green dans Degrassi : La Nouvelle Génération, 11 épisodes : Damon
- 2013 : Martin Bats Bradford dans American Horror Story: Coven, episode Protect the Coven de Bradley Buecker (en) : George
- 2013 : Devon Dassaw dans The Glades, épisode Shot Girls de Jonathan Frakes : Zach
- 2013 : Jermel Howard dans Major Crimes, épisode Risk Assessment de Stacey K. Black : Miller
- 2013 : Lucien Laviscount dans Meurtres au paradis, saiaon 2, 1 épisode d'Alrick Riley : Duncan Wood
- 2013 : Derek Roberts dans Under the Dome, épisode Let the Games Begin de Sergio Mimica-Gezzan : Duncan
- 2013-2014 : Stephen Tyrone Williams dans Elementary, 2 épisodes Internal Audit  de Jerry Levine et Dead Clade Walking de Helen Shaver : Randy
- 2014 : Ras Enoch McCurdie  dans New York, unité spéciale, épisode Pattern Seventeen de Martha Mitchell : Usain
- 2014 : Will Blagrove dans Those Who Kill, episode Always After de Stefan Schwartz : Donnie Knapp
- 2014 : Mark Green dans The Good Wife, épisode Trust Issues de Jim McKay et The Trial de Fred Toye : Dante Wallach
- 2014 : Lafaele Tauali'i dans Jonah from Tonga, 6 épisodes : Israel
- 2015 : Delpaneaux Wills dans Esprits criminels, épisode The Witness de John Terlesky : Agent Darryl Young
- 2015 : Daniel Ezra dans Les Enquêtes de Vera, épisode Shadows in the Sky de William Sinclair : Cameron Thorne
- 2015 : Cantrell Harris dans Castle, épisode Mr. & Mrs. Castle de Jeff Bleckner : officier Ellroy
- 2015 : Joshua Johnson dans Humans, saison 1, 2 épisodes : Danny
- 2015 : Jaygann Ayeh dans Inspecteur Lewis, saison 1, 2 épisodes : Nate
- 2016 : Jeff Pierre dans Shameless, 7 épisodes : Caleb
- 2016 : Euseph Messiah dans Vampire Diaries, épisode Things We Lost in the Fire de Paul Wesley : Ellis
- 2016 : Corey De Mon dans Chicago Fire, épisodes Bad for the Soul de Jann Turner et Two Ts de Reza Tabrizi : Dante

### Séries d'animation
- 2005-2007 : Juniper Lee : Marcus Conner
- 2008 : Les Minijusticiers : Lucien alias Supergoulu (saison 1), Henri alias Supergentil (saison 2), Jean-Lou alias Supergros (saisons 1 et 2)
- 2008 : Pinky & Perky Show
- 2009 : Garage Club : Momo
- 2011 : Les Contes de Tinga Tinga : la chauve-souris / le lièvre / le serpent
- 2018 : Splash and Bubbles : Splash

### Jeux vidéo
- 2016 : Mafia III : Ellis

## Théâtre
- 2005 : Julius Caesar, de Shakespeare, mise en scène Deborah Warner, Théâtre de Chaillot
- 2017 : Strength of This Nation, mise en scène Timothy Allen Smith (comédie musicale, Hollywood)